# Camgoo
Camgoo est un jeu vidéo développé par BHV Software, sorti en 2004 en France sur PC. 

## Système de jeu
Ce party game utilise une technologie identique à celle du jeu EyeToy: Play sur PlayStation 2, c'est-à-dire que l'on contrôle le jeu par ses mouvements détectés par une caméra. Il est l'un des premiers à avoir exploité le concept sur PC. Une webcam Philips offerte avec le jeu, permettait de l'utiliser.
Camgoo comporte six mini-jeux, utilisant principalement deux parties du corps : les bras et la tête.